# 河源站
河源站，位于中国广东省河源市源城区东埔街道，是京九铁路、广梅汕铁路上的火车站，建于1990年，由广州局集团管辖。

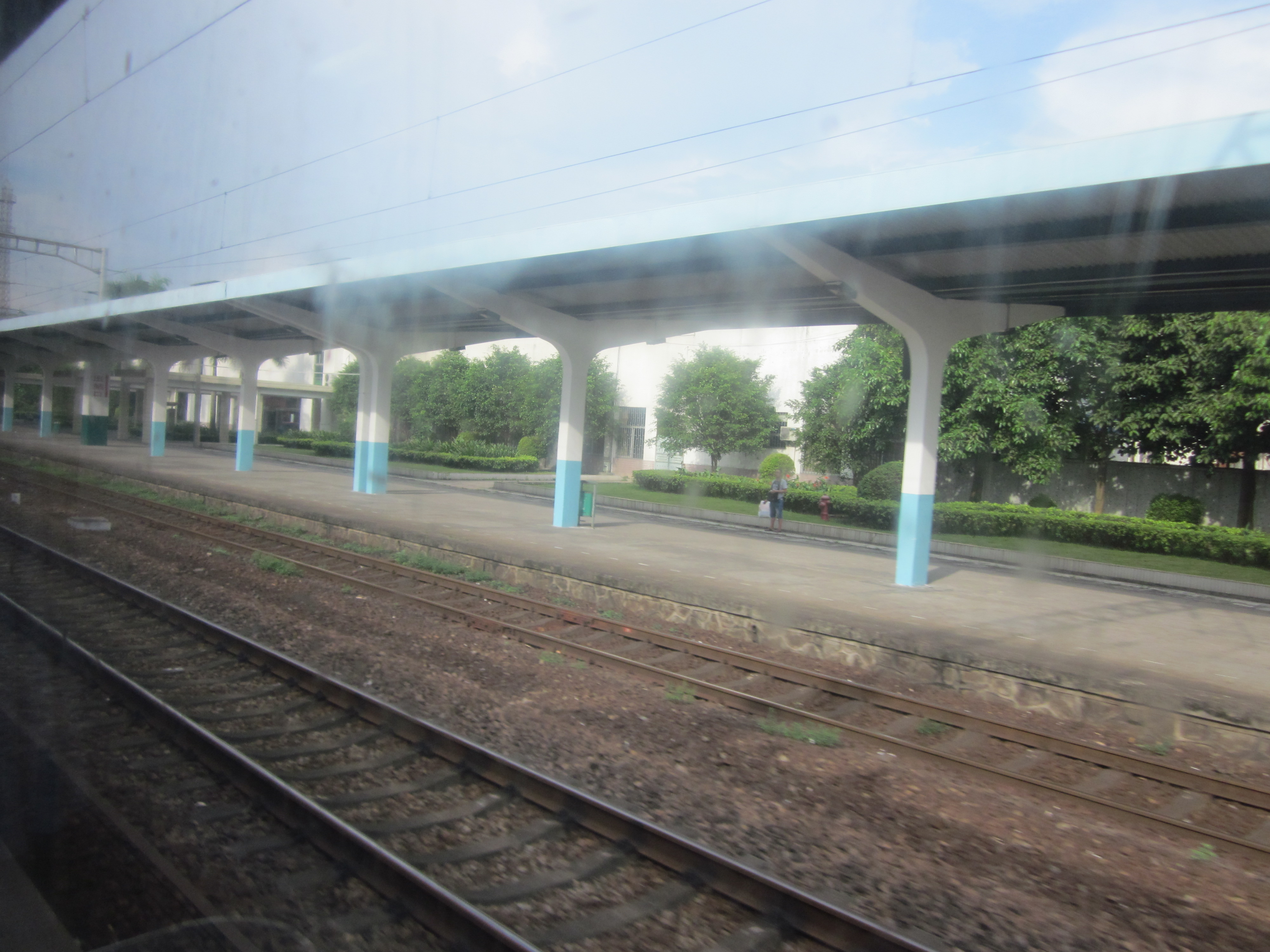
河源站月台

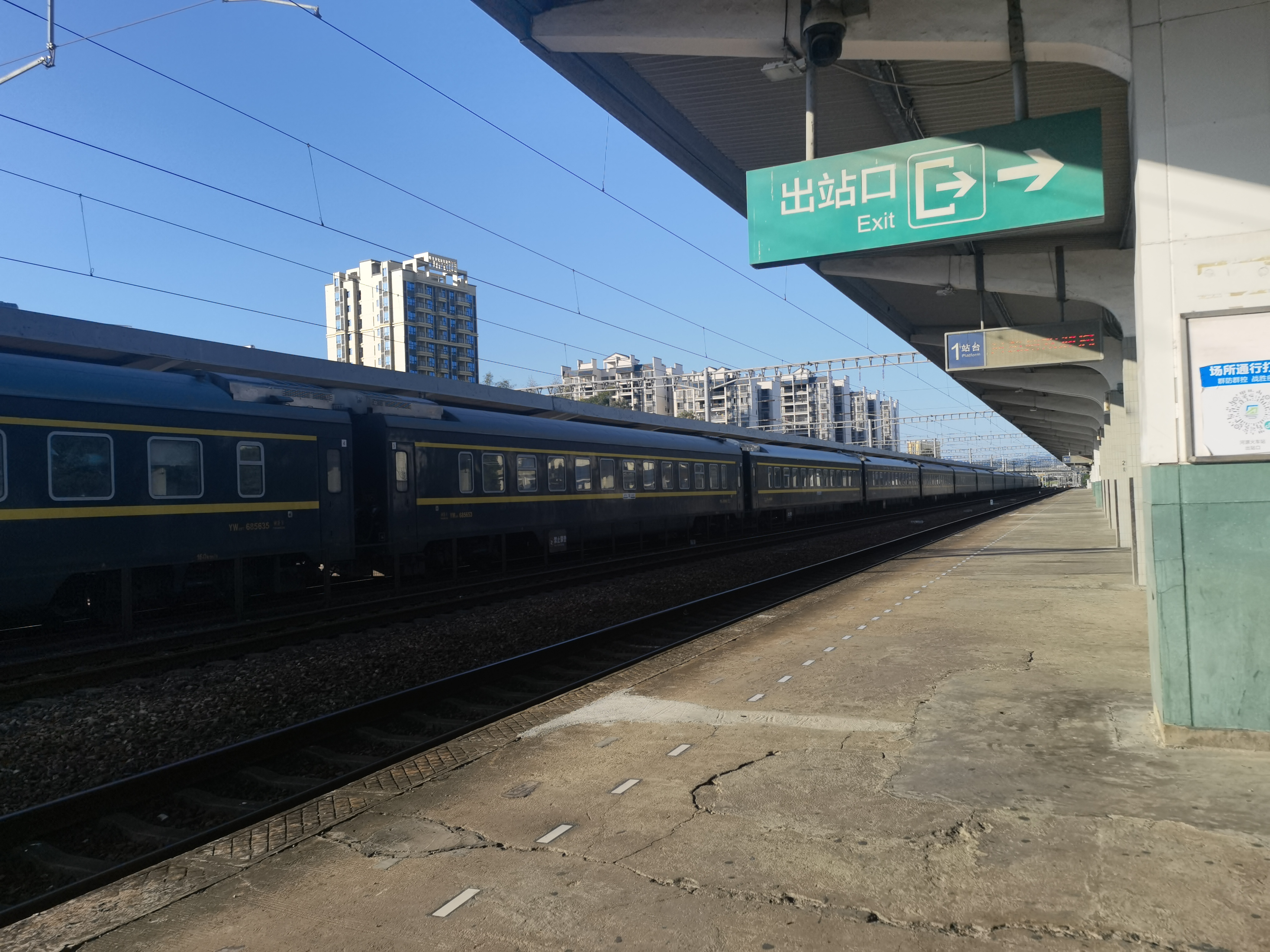
1号月台

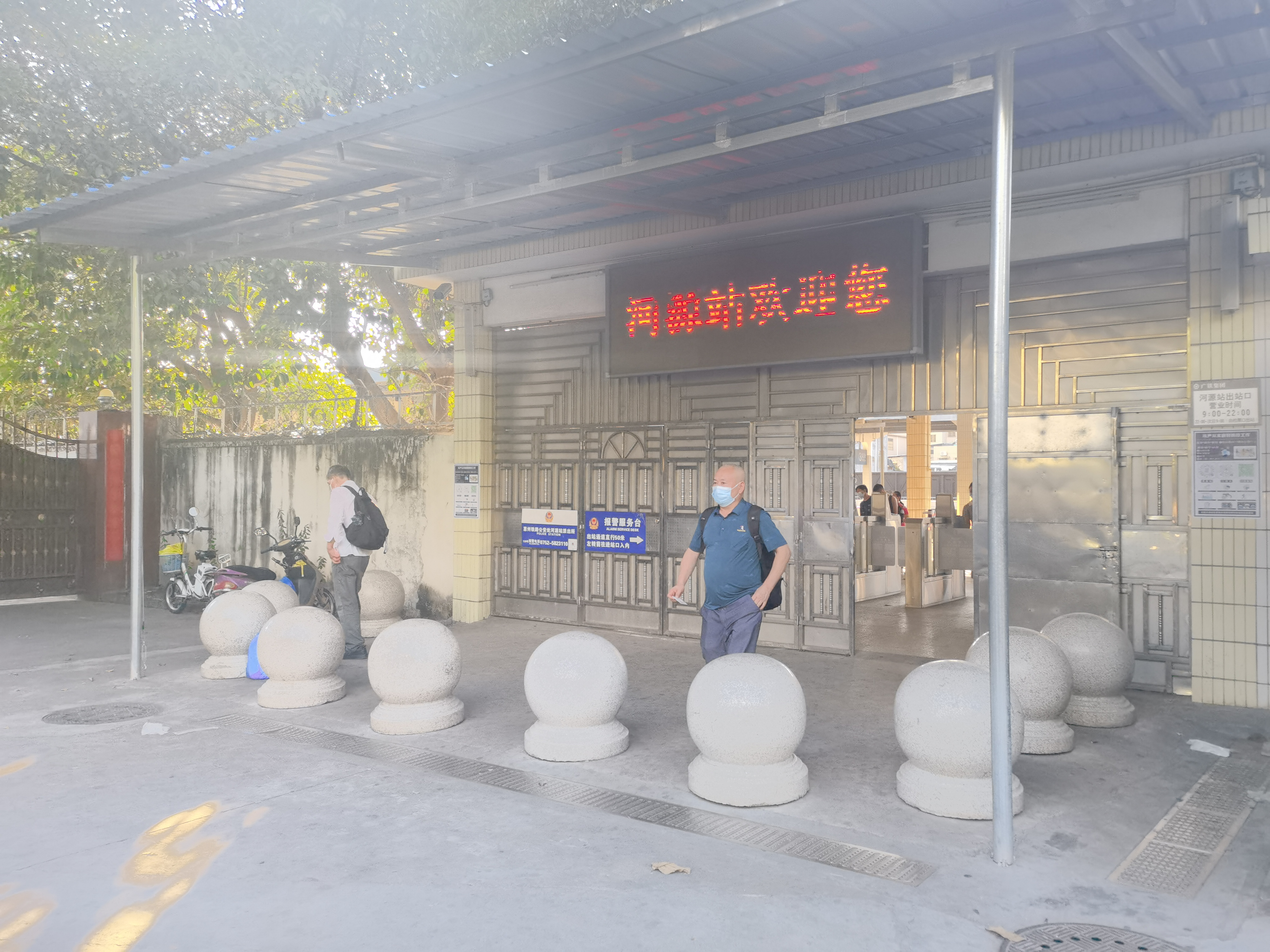
出站口

## 车站周边
- 河源莱茵酒店
- 河源爱乐优商务酒店
- 田家炳实验中学
- 河源市安全生产监督管理局
- 如家酒店河源火车站店
- 河源市林业局
- 河源百利龙城国际酒店
- 河源皇廷大酒店
- 河源得嘉大酒店
- 河源粤运新城汽车客运站
- 中国银行河源大道支行
- 7天酒店河源亚洲第一高喷泉店

## 历史
- 建于1990年。